# Repipta taurus
Repipta taurus är en insektsart som först beskrevs av Fabricius 1803.  Repipta taurus ingår i släktet Repipta och familjen rovskinnbaggar. Inga underarter finns listade i Catalogue of Life.